# 陸軍小型軽患者輸送機
石川島 小型軽患者輸送機
- 用途：患者輸送機
- 設計者：遠藤良吉
- 製造者：石川島飛行機
- 運用者：大日本帝国陸軍
- 生産数：23機
- 運用状況：退役

陸軍小型軽患者輸送機（りくぐんこがたけいかんじゃゆそうき）は、大日本帝国陸軍の患者輸送機。開発・生産は石川島飛行機によって行われた。石川島における社内名称は「KKY」。

## 概要
1932年（昭和7年）8月に陸軍から発せられた小型の患者輸送機の開発命令を受け、石川島はデ・ハビランド DH.83 フォックス・モスを参考に遠藤良吉技師を主任設計者として設計を開始。陸軍の寺師義信軍医正の指導によって医療用設備を備えつけ、1934年（昭和9年）4月に一号機が完成。その後、陸軍の審査を経た改修型の生産が1935年（昭和10年）2月から開始された。
主に愛国号として献納され、1940年（昭和15年）までに23機が生産された。うち1938年（昭和13年）10月から生産された19機は、エンジンの換装などによって実用性を向上させた「小型軽患者輸送機改造型」（KKY-2）となっている。日中戦争から太平洋戦争初期にかけて、各地で患者輸送のほか連絡機としても用いられた。
機体は鋼管製および木製骨組みに羽布張りの複葉機で、小型のキャビン内には担架、看護者用座席、医療器具置場が設けられている。高い操縦性と安定性を持ち、離着陸滑走距離も約250 mと短かった。また、幅広の低圧タイヤによって不整地での離着陸を容易にしている。エンジンは当初英シラス社製の「ハーメスMk.IV」を装備していたが、KKY-2では瓦斯電「神風」（150 hp）に変更された。

## KS-1
弾丸列車の路線敷設予定地の測量を目的として、1939年（昭和14年）初頭に鉄道省から石川島に発注された特殊測量機。1939年5月に一号機が完成し、計2機が生産された。機体はKKY-2の改設計機であり、室内艤装が作業員用座席と大型測量用自動カメラとなったほか、窓の配置も変更されている。

## 諸元（KKY）
- 全長：7.90 m
- 全幅：10.00 m
- 全高：2.38 m
- 主翼面積：22.0 m2
- 自重：560 kg
- 全備重量：977 kg
- エンジン：シラス ハーメスMk.IV 空冷倒立直列4気筒（最大135 hp） × 1
- 最大速度：180 km/h
- 巡航速度：155 km/h
- 実用上昇限度：4,500 m
- 航続距離：620 km
- 乗員：4名（含患者2名）